# Darksiders
Darksiders (pierwotnie: Darksiders: Wrath of War) – przygodowa gra akcji typu hack and slash stworzona przez Vigil Games, wydana przez THQ. Gra inspirowana jest Apokalipsą św. Jana, a jej bohaterem Wojna, jeden z czterech Jeźdźców Apokalipsy. 14 sierpnia 2012 roku wydana została kontynuacja, Darksiders II, której akcja rozgrywa się równocześnie z akcją Darksiders.

## Rozgrywka
Świat gry podzielony jest na lokacje, do niektórych z nich Wojna może dostać się dopiero po odzyskaniu utraconych wcześniej broni i umiejętności. Centralnym punktem świata gry jest Paląca Szubienica, gdzie Wojna otrzymuje nowe zlecenia oraz możliwość odblokowania nowych obszarów. Każdy z nich przedzielony jest wieloma liniowymi bądź nieliniowymi ścieżkami, z których wiele wymaga pokonywania elementów platformowych, wspinaczkowych i pływackich oraz wykorzystywania nowych umiejętności w celu rozwiązania zagadek środowiskowych i poczynienia postępów w grze. Wojna walczy głównie przeciwko aniołom i demonom, posiada unikalne zdolności zabijania określonych typów przeciwników, z reguły poprzez rozrywanie ich na strzępy.
Chociaż początkowo w Walce wojna używać może tylko swojego dwuręcznego miecza Pożeracza Chaosu, w miarę postępów w grze uzyska dostęp do innych broni. Do dyspozycji ma także Kosę, również mogącą służyć jako główna broń ofensywna. Każda z broni posiada inne, odblokowywane z czasem kombinacje ataków. Poza wykonywaniem serii ciosów, postać może kontrować i blokować ataki oraz wykonywać uniki, co pomaga w walce z różnymi rodzajami przeciwników. W walce na odległość skorzystać może z broni dystansowych, takich jak rewolwer czy przywodzące na myśl ostrze do rzucania. Jako broń wykorzystać można również wiele elementów środowiskowych. W późniejszej fazie gry Wojna zyskuje możliwość przywołania swojego wierzchowca Pożogi, umożliwiającego szybsze przemieszczanie się i zadawanie potężniejszych ataków na otwartych przestrzeniach.
Poza atakami z użyciem broni, Wojna korzystać może również z ataków magicznych, znanych jako moce Gniewu, mających zastosowania zarówno defensywne, jak i ofensywne. Cztery najważniejsze moce Gniewu Wojny to udręka, gejzer ostrzy, poświęcenie i kamienna skóra. Połączenie broni i mocy wykorzystywane jest przez Wojną przede wszystkim podczas walk z bossami i odpornymi przeciwnikami, których pokonać można wyłącznie siłą.
Najpotężniejszą umiejętnością Wojny jest zamienienie się w Siewcę Chaosu – odporny na ataki płonący byt zadający znaczne obrażenia. Umiejętność tę aktywować można w późniejszej części gry, po zapełnieniu wskaźnika Chaosu poprzez zabijanie przeciwników. W formie Siewcy Chaosu przebywać można jednak przez krótki czas, jako że bardzo szybko opróżnia ona wskaźnik Chaosu.
Gdy wskaźnik życia przeciwnika znacząco spadnie, po wciśnięciu odpowiedniego przycisku Wojna może wykonać brutalny cios wykańczający (tzw. finisher), z kolei większych przeciwników przed zabiciem można dosiąść i na ich grzbiecie przetrzebić wrogów. Starcia z bossami zrealizowane zostały w formie walk polegających na łamigłówkach, wymagających odkrycia odpowiedniej metody na pokonanie przeciwnika i – w niektórych przypadkach – wykonywania sekwencji quick time events w celu unikania bądź wyprowadzania ataków.
Od rodzaju przeciwników zależne jest to, jaką duszę po ich pokonaniu zdobędzie Wojna. Zielona dusza uzupełnia zdrowie, żółta zwiększa wskaźnik Gniewu, z kolei niebieskie stanowią rodzaj waluty, które u kupca Vulgrima wymienić można na nowe rodzaje ataków, rozwinięcie mocy Gniewu, ulepszenia i mikstury. Po świecie rozsiane są również artefakty, które wymieniać można na niebieskie dusze – skompletowanie całego zestawu wiąże się z dodatkowymi korzyściami. Podczas eksploracji świata Wojna znajdować może również kufry zawierające dusze w różnych kolorach, a także rdzenie Gniewu i fragmenty kamieni życia – po zebraniu czterech na stałe wzrasta poziom zdrowia lub Gniewu postaci.

## Fabuła
Trwająca od zarania dziejów wojna pomiędzy królestwami Piekła i Nieba została zakończona dzięki wysiłkom tajemniczej Rady Spopielonych, stojącej na straży pokoju i równowagi. Powołano bractwo Czterech Jeźdźców Apokalipsy (Waśń, Wojnę, Furię i Śmierć), którego zadaniem jest przestrzeganie praw ustalonych przez Radę. W trakcie konfliktu pojawili się pierwsi ludzie. Przewidując, że ludzkość będzie stanowiła jedność, przyczyniając się do utrzymania równowagi, Rada ogłosiła ich trzecim królestwem. Rada wynegocjowała pokój pomiędzy królestwami Nieba i Piekła – stworzono siedem pieczęci, które zostaną złamane w momencie, gdy ludzkość będzie gotowa na koniec świata. Czterech Jeźdźców Apokalipsy zstąpi na Ziemię aby ukarać ludzkość za jej grzechy, a następnie rozstrzygnie się los wszystkich królestw.
W czasach współczesnych armie aniołów i demonów atakują Ziemię, rozpoczynając ostateczną bitwę. W chaosie pojawia się Jeździec Apokalipsy Wojna, chcący przywrócić porządek. Podczas konfrontacji z Abaddonem, generałem sił niebiańskich, Wojna odkrywa, że pozostali Jeźdźcy nie przybyli na wezwanie, a siódma pieczęć nie została złamana. Zaskoczony pojawieniem się Wojny Abaddon zostaje zabity przez demona Stragę. Jeździec stacza z nim walkę i zostaje pokonany, przed śmiercią ratuje go jednak Rada Spopielonych. Radni oskarżają Wojnę o zniszczenie równowagi poprzez przedwczesne sprowadzenie Apokalipsy, pomaganie ludzkości i sprzymierzenie się z Piekłem. Wojna domaga się, aby Rada dała mu szansę odnalezienia prawdziwych winowajców i przywrócenia porządku. Rada zgadza się pod warunkiem, że Wojna straci swoje moce i stanie się poddany jednemu z ich opiekunów, Obserwatorowi, który będzie miał prawo go zabić, jeśli porzuci misję.
Wojna powraca na Ziemię, gdzie minęło sto lat odkąd siły Piekieł, prowadzone przez Niszczyciela, zniszczyły nieprzygotowaną ludzkość i armie niebiańskie. Niemogące powrócić do Nieba anioły utworzyły na Ziemi ruch oporu dowodzony przez anielicę Uriel, podkomendną Abaddona. Spełniając zalecenia Rady, Wojna spotyka się z wędrownym kupcem, demonem Vulgrimem, od którego dowiaduje się, że siedzibą Niszczyciela jest Czarna Wieża. Kupiec zaleca odszukanie Samaela, potężnego niegdyś demona, i poproszenie go o pomoc w dostaniu się do Wieży. Samel wyjawia, że Wieży strzegą cztery potężne demony zwane Wybrańcami. Zgadza się pomóc Wojnie dostać się do Wieży, jeśli ten przyniesie mu serca Wybrańców. Podczas poszukiwań Wybrańców Wojna zaprzyjaźnia się z jednym z Pradawnych, Ulthane’em. Chociaż początkowo walczyli ze sobą, zmuszeni zostali do połączenia sił, aby obronić się przed Uriel i jej poplecznikami, obwiniającymi Wojnę za śmierć Abaddona i ich przegraną. Podczas walki z ostatnim Wybrańcem, Slithą, Wojna odkrywa, że ich celem nie było strzeżenie Wieży, a niedopuszczenie do powrotu Samaela. Jeździec dostarcza jednak serca demonowi, który po odzyskaniu swoich dawnych mocy wywiązuje się z umowy i pomaga Wojnie dostać się do Czarnej Wieży.
Wewnątrz Wojna spotyka uwięzionego anioła śmierci Azraela, który wyznaje, że wraz z Abaddonem uknuli spisek mający na celu przyspieszenie Apokalipsy obawiając się, że zwłoka może osłabić niebiańską ochronę, jednak plan zawiódł, a Abaddon zginął. Znajdując potrzebne dowody Wojna stwierdza, że wypełnił swoje zobowiązanie wobec Rady Spopielonych. Obserwator nie zgadza się jednak utrzymując, że w celu przywrócenia równowagi należy zabić Niszczyciela. Wojna przystaje, w drodze do Czarnej Wierzy zabijając Stragę.
Uwolniony Azrael pomaga uciec Wojnie z walącej się Wieży i zabiera go do Ogrodu Edenu, gdzie wyjawia, że Drzewo Poznania może wyjawić mu sposób na pokonanie Niszczyciela. Drzewo zsyła na Wojnę wizję – po swojej śmierci Abaddon został zabrany do Piekła, gdzie nieznany byt oferuje mu potęgę, którą to ofertę Abaddon przyjmuje, stając się Niszczycielem strzegącym siódmej pieczęci. Dzięki wizji Wojna poznaje plany Niszczyciela chcącego przypuścić szturm na Niebo, podczas którego Uriel zginie walcząc z Abaddonem. Drzewo wyjawia również, że Rada Spopielonych wiedziała o anielskim spisku. Przewidując wydarzenia jej przedstawiciele doszli do wniosku, że tylko Jeździec zdoła powstrzymać spiskowców. Zdając sobie sprawę, że nie mogą osadzić ich za coś, czego jeszcze nie zrobili, Rada dopuściła do wcześniejszej Apokalipsy, sama wezwała Wojnę i oskarżyła go wiedząc, że za wszelką cenę będzie chciał oczyścić swoje dobre imię i zabije spiskowców. Wojna doznaje również wizji siebie samego ośmieszonego przez Obserwatora, a następnie godzonego i zabitego mieczem. Azrael stwierdza, że jest to Miecz Armagedonu zdolny zabić Niszczyciela. Nakazuje Wojnie odnaleźć fragmenty Miecza i dostarczenie ich Ulthane’owi, aby je przekuł.
Wojna ponownie spotyka Uriel, która wzywa go na pojedynek. Jeździec wygrywa, darowuje jednak anielicy życie mimo obiekcji Obserwatora i samej Uriel, że należy dopełnić praw pojedynku. Wojna wyjawia Uriel prawdziwą tożsamość Niszczyciela. Zdruzgotana tym odkryciem anielica przygotowuje swój oddział do walki. Po zebraniu wszystkich fragmentów miecza Wojna zanosi je Ulthane’owi, który je przekuwa. W międzyczasie Uriel przypuszcza atak na Niszczyciela i, zgodnie z wizją, przegrywa. Wojna ostatecznie konfrontuje się z Niszczycielem i odrzuca prośbę przyłączenia się do niego. Przegrawszy pojedynek, Abaddon prosi Uriel o pomoc, ta jednak odmawia i pozwala Wojnie go zabić.
Jeździec odzyskuje siódmą pieczęć, zostaje jednak dźgnięty przez Obserwatora, który nie chce dopuścić do tego, aby odzyskał wszystkie moce i zemścił się na Radzie za jej zdradę. Obserwator, naigrawając się z Wojny, wyjawia, że Rada rozkazała mu go zabić gdy wypełni misję. Uriel chwyta Miecz Armagedonu i dźga Wojnę w plecy, łamiąc siódmą pieczęć, dzięki czemu odzyskuje on pełnię mocy. Obserwator grozi, że Niebo, Piekło i Rada będą ścigać Wojnę za niesubordynację, ale zostaje zabity przez Jeźdźca. Uriel stwierdza, że Wojna odkupił swoje grzechy, ostrzega jednak, że jej obowiązkiem będzie ponownie podnieść na niego ostrze. Anielica pyta odchodzącego Wojnę, czy chce prowadzić wojnę w pojedynkę, ten jednak, trzymając strzaskaną pieczęć, oznajmia, że nie będzie prowadził jej sam, podczas gdy z nieba spadają trzy meteoryty, oznajmiając przybycie pozostałych Jeźdźców.